# الشروقات (الحارث)
الشروقات هو دُوَّار يقع بجماعة سيدي أمحمد أومرزوق، إقليم الصويرة، جهة مراكش آسفي في المملكة المغربية. ينتمي الدوّار لمشيخة الحارث التي تضم 6 دواوير. يقدر عدد سكانه بـ 142 نسمة حسب الإحصاء الرسمي للسكان والسكنى لسنة 2004.

## روابط خارجية
- البوابة الوطنية للجماعات الترابية
- المندوبية السامية للتخطيط